# Vorrichten (Schweißtechnik)
Das Vorrichten ist ein Begriff aus dem Rohrleitungs- und Anlagenbau bzw. aus der Schweißtechnik. Darunter wird das Vorbereiten einer Rohrleitung oder von Formstücken zum Schweißen verstanden. Dies ist bei größeren Wandstärken (>3 mm) nötig, um eine technisch einwandfreie Schweißnaht zu gewährleisten.
In den meisten Fällen wird durch Abschleifen mit einem Winkelschleifer und einer Fächerschleifscheibe der Rohrenden eine Fase abgetragen. Das ergibt z. B. die spätere charakteristische V-Form einer Schweißnaht. Aber auch vollautomatische Anlagen sind erhältlich.
Außerdem müssen eventuell auftretende Wandstärkenänderungen zwischen Rohrleitungen oder Formstücken durch das Vorrichten angeglichen werden, um eine saubere Schweißwurzel zu erreichen.
In vielen Ländern ist der Vorrichter ein anerkannter Beruf mit entsprechender Qualifikation.